# Bacanora (ital)
A bacanora egy Mexikóból, azon belül is Sonora államból származó, alkoholtartalmú ital, amelyet az Agave angustifolia nevű agávéfaj egyes részeinek erjesztésével, majd lepárlással nyernek. A ma eredetvédelemmel ellátott terméket csak az állam 35 meghatározott községében állíthatják elő. A korábban betiltott, de ma már Sonora egyik jelképének tekintett bacanorát legnagyobb részben belföldön fogyasztják, de a világ több országába exportálják is. Nevét Bacanora falu után kapta, ahol már több száz éve készítik. Népszerűségét az is jelzi, hogy megemlítik egy ismert corridóban, a Sonora szeretetéről szóló Sonora querida című dalban is. Alkoholtartalma általában 40% felett van.

## Története
Az italt Sonora őslakói a 16. században kezdték el készíteni, amikor a spanyolok elhozták Európából a lepárlás technológiáját. Mai receptje a 18. század elejéről származik, azóta nemzedékről nemzedékre öröklődik. Eredetileg mezcalbor vagy mezcalpálinka volt a neve, csak a 19. század második felében vette fel az előállítási területén található Bacanora település nevét, így könnyebben megkülönböztethetővé vált a többi mezcaltól. 2016 táján az évi bacanoratermelés elérte a 360 000 litert (62 millió peso értékben), ebből 80 000 litert „hivatalos” cégek (40 cég, 120 foglalkoztatottal) gyártottak, a többit „nem hivatalos” formában állították elő, összesen mintegy 1500 személy.

## Készítése
Hagyományosan a bacanorát nem termesztett agávéből állították elő, hanem vadon termő példányaiért felmentek a hegyekbe, ma már azonban ültetvényekről is takarítják be. A kiválasztott növényeket tövestül kiássák, majd mivel levelei nem hasznosíthatók, ezért azokat baltával levágják. Csak a hatalmas tobozhoz hasonlító „torzsája” hasznos: ezeket földbe vájt lyukakban, fedővel lefedve, mezquite-fa tüzével melegítve két napig hőkezelik. Ez az úgynevezett tatemálás a hozzáértők szerint különleges, egyedi ízt kölcsönöz a majdani készterméknek. Ezután a növényi részeket megőrlik, majd föld alatti lyukakban, vagy lezárt acél- illetve PVC-hordókban erjesztik. Itt a környezet hőmérsékletétől függően 6–12 napig marad a készítmény, amit ezután végső lépésként lepárolnak.